# Muslimanska knjižnica u Mostaru
Muslimanska knjižnica je bila prva bošnjačka nakladnička kuća, koja je djelovala od 1912. do 1915. godine u Mostaru. Iako je bila odvojena od Biser, nastavljala je zacrtanu politiku ovog časopisa. Osnivač ove knjižnice bio je Muhamed Bekir Kalajdžić. 

## Povijest
Gotovo paralelno s časopisom Biser Muhamed Bekir Kalajdžić pokreće Muslimansku knjižnicu. Iako je bila odvojena od Bisera, nastavljala je zacrtanu politiku ovog časopisa. Želja osnivača bila je da u ovoj velikoj Knjižnici iz Behara pretiska prijevode i poučno zabavne tekstove "da bi se okoristili time Bošnjaci". Ovo se na jedan određeni način i ostvaruje. Pored dijela islamsko‑prosvjetnog sadržaja, Knjižnici su uzor bile Mala knjižnica Pachera i Kisića i slična Matice hrvatske. 
Od 1912. do 1915. godine Knjižnica je objavila 36 redovnih i izvanrednih izdanja. Za ovu ustanovu Musa Ćazim Ćatić preveo je dvanaest djela s turskog i arapskog jezika. Prvi svjetski rat prekinuo je djelatnost ove značajne ustanove, ne samo za Bošnjake nego i za Bosnu i Hercegovinu, tako da je i prestala s radom.

## Vanjske poveznice
- Bošnjačko buđenje iz mrtvila 1911: Muslimanska biblioteka Muhameda Bekira Kalajdžića